# 艾希科格爾山
48°3′45″N 16°17′33″E / 48.06250°N 16.29250°E

艾希科格爾山（德語：Eichkogel），是奧地利的山峰，位於該國東北部，由下奧地利州負責管轄，屬於維也納林山的一部分，海拔高度367米，每年平均降雨量904毫米。